# Рожаницы и Род
Рожаницы (суженицы, орисницы) — в славянской мифологии существа женского пола, определяющие судьбу ребёнка при рождении. Обычно рожаниц три. Известны преимущественно у южных славян. Отдельные упоминания о суженицах встречаются у чехов, словаков и в западноукраинских областях. У восточных славян упоминались в церковной обличительной литературе, направленной против язычников.
В болгарской традиции соотносились с Богородицей и двумя «сёстрами» — святой Петкой (Пятницей) и святой Неделей (Воскресеньем).
В средневековых русских поучениях против язычества вместе с рожаницами также упоминается Род, с которым они выступали как покровители рода и податели судьбы потомкам.
Слависты конца XIX — начала XX века придерживались мнения, что Род — собственное имя забытого славянского бога. В 1970—1990-х годах в реконструкции пантеона, предложенной Б. А. Рыбаковым, Род становится главным славянским божеством. Однако, согласно большинству научных исследований, Род (как и рожаницы) являлся восточнославянским божеством или духом-покровителем рода и судьбы.

## Другие названия
рус. роженицы, судженицы, суженицы, судицы, судинушки; сербохорв. суђенице, судбенице; болг. и макед. наречници, болг. орисници, суденици; чеш. sudice, sudičky; хорв. rođenice, suđenice; словен. rojenice, sojenice.

## Этимология
Названия «судицы, суженицы» связано с их основной функцией и образовано от праславянского корня *sǫd- — «судить, определять судьбу».
«Орисницы» — с тем же смыслом, но имеет греческие корни: *rĕk-, болг., в.-серб. (о/у)рис- из греч. ορίζω «определять судьбу».
Название «роженицы» по значению отличается, восходя к славянскому *rod- — «родить, рожать» (ср. книжн. др.-рус. рожаницы).

## Описание
С рожаницами связаны южнославянские «судженицы», которые наговаривали судьбу новорождённому или дарили подарок, определяющий его будущую жизнь.
Иногда считают, что если они не придут — ребёнка заберёт нечистая сила. Нередко верили, что они дарят ребёнку подарок (игрушку), определяющий его дальнейшую судьбу. Воспринимались как Божьи посланники, ещё чаще считались нейтральными, чтобы не нажелали плохого ребёнку — их старались задабривать. Например, стелили на стол чистую скатерть с различными угощениями этим духам, чтобы не нажелали ребёнку голодной жизни, могли специально выпекать хлеб, угощая им всех домашних и повитух, нередко трапезу готовили три вечера подряд в ожидании трёх суджениц, в доме обязательно проводилась уборка, на столе могли оставлять свечи и цветы, все рядились в нарядные одежды. В колыбель клали различные символы благополучной жизни: деньги, вино и хлеб, чтобы был сытым, базилик, чтобы был здоровым, и т. д.
Нередко в третий день собирали всех близких родственников на ужин, бабка или самая старшая женщина в доме повивала ребёнка, привязывала кольцо к пелёнкам, качала колыбель и высказывала благопожелания, что воспринималось окружающими как предсказание суджениц. Или рядом с роженицей и ребёнком всю ночь следовало сидеть пожилой женщине, которая оберегала их от суджениц. Суджениц пытались обманывать, унося ребёнка в другой дом, а на его место положив куклу. Могли запирать окна и двери и не выходить после заката. В колыбель клали обереги.
Бытовали суеверия, по которым, чтобы не явились судженицы и не испортили судьбу ребёнка, роженицам не давали спать три дня, или наоборот их пытались усыпить. Вероятной основой такого мифического персонажа был обычай, когда роженицы и повитухи собирались у колыбели новорождённого, чтобы определить его судьбу. Отголосок верований сохранился в европейских сказочных сюжетах о феях-крёстных, например в сказке «Спящая красавица».
По внешнему виду и функциям судженицы сходны и иногда смешиваются с южно-славянскими вилами, самодивами (орисницами), юдами; западно-славянскими богинками, вештицами; а также демонами, вредящими роженице и новорождённым, и демонами болезней. Нередко появляются вместе с другими демонами.

## Рожаничная трапеза
В церковнославянских переводах византийских поучений против язычества упоминается «рожацная (рожаничная) трапеза», известная по этнографическим данным Нового времени как праздник «Бабьи каши». Народный обряд проводился на следующий день после Рождества Христова у восточных славян или через два дня у сербов. C 1968 года Болгарская православная церковь перешла на новый стиль, но народная традиция отмечать праздник «Бабьи каши» осталась неизменной (на 8 января ранее выпадал день, следующий за Рождеством по григорианскому календарю, также как в современной России).
В этот день почитали повивальных бабок и рожениц. Во многих местах по древнему обычаю русские женщины ходили к родильницам с пирогами. Согласно этому обычаю, во второй день Рождества в праздник Пресвятой Богородицы в Юго-Западной Руси многие сельские женщины шли в церковь со специально приготовленными пирогами, «думая этим сделать честь св. Богородице». Этот обычай ранее имел большое распространение, но не был терпим Церковью. Митрополит Киевский Михаил в 1590 году осудил и запретил его как несовместимый со святостью Пресвятой Девы. В одной из грамот он писал: «И теж пироги на завтрие рождества Христова, которые приносят до церквей, мняше в честь Богородицы, ещё есть велико бесчестие и догмат безбожных еретик, делая бо Богородица паче слова и разума нетленно роди». С. В. Максимов сообщает легенду, записанную в бывшем Меленковском уезде Владимирской губернии, в которой в роли повивальной бабки выступает Параскева-Пятница.
Обычай проводить особую трапезу в честь «болезней рождения» Богородицы после Рождества Христова широко бытовал в Византии и был осуждён 79-м правилом VI Вселенского собора (680 год):

Некие, по дне святаго рождества Христа Бога нашего, усматриваются приготовляющими хлебное печение, и друг другу передающими, аки бы в честь болезней рождения всенепорочныя Девы Матери: то мы определяем, да не совершают верные ничего таковаго. Ибо не есть сие честь Деве, плотию родившей невместимое Слово, если ея неизреченное рождение определяют и представляют по примеру обыкнновеннаго и нам свойственнаго рождения.
Древнерусское изложение этого правила (приписанного Лаодикийскому собору), известное по сборнику конца XIV века, связывает практику таких трапез с несторианской ересью:

Да будет всем известно, что Несторий-еретик научил класть рожацную трапезу, считая Богородицу человекородицей. Святые же отцы Лаодикийского собора, услышав от ангела, что Богу и Богородице это не угодно, писанием повелели этого не делать. Кто последует заповеди святых отцов — спасён будет, а если кто ослушается — да будет отлучён.
Касается допустимости этой практики и «Вопрошание Кириково»: «Аже се роду и роженице крают хлебы, и сиры, и мед? — Бороняше велми: негде, рече, молвит: „горе пьющим роженице!“».
В основу всей «антирожаничной» серии легло византийское обличение «Слово святого Григория, составленное в толковании о том, как раньше язычники поклонялись идолам». В этом памятнике слова род и рожаница обозначают не имена или названия каких-то особых персонажей, а являются нарицательными названиями: рожаница «роженица, родившая», род «тот, кто родился; (ново)рожденный».
В другом месте памятника прямо сказано, что эллины поклоняются «Артемиде и Артемиду рекше роду и рожаници» (древнерусское слово рекше в данном случае имеет значение «иначе говоря, другими словами, то есть»). В этом свете названия род и рожаница (которые последовательно относятся то к египетской «рожаничной» па́ре, то к халдейской, то к эллинской, римской и славянской) и предстают в том изначальном нарицательном смысле, который, очевидно, и вкладывали в них первые древнерусские составители документа: род — это «тот, кто родился»; рожаница — это «та, которая рождает».
Протооригинал «Слова святого Григория…» как раз и посвящён развенчиванию античных культов богини-матери и бога-сына. Древнерусские книжники в переводе «Слова святого Григория…» празднование этих культов называют термином родопочитание. «Антирожаничная» установка памятника совершенно очевидна: христианская Богородица и её сын-Бог должны вытеснить прочих языческих «рожениц» и «родов».

## В древнерусской литературе

### Род и рожаницы
Род — божество, упомянутое в церковнославянской обличительной литературе, направленной против язычников. Упоминается вместе с рожаницами.
Греческий оригинал древнерусского «Слова святого Григория…» посвящён развенчиванию античных культов богини-матери и бога-сына. Празднование этих культов в вольном переложении русских книжников было названо родопочитанием. Сам пересказ начинается с привязки к античным образцам:

«Кто беснуется, принося жертвы матери беса богине Афродите, Коруне — Коруна же является матерью антихриста — и Артемиде, рождению проклятой Диомисии из ягодицы (то есть Дионисе, рождённом, как известно, из Зевсова бедра). И недоношенный плод (почитают) и Гермафродита … Тем же богам требу кладут и творят и славяне: вилам, Мокоши-деве, Перуну, Хорсу — Роду и Рожанице…».
Оригинальный текст (древнерусск.)иже бесятся жроуще матери бесовьстеи афродите богыни. Короуне. короуна же боудеть и антихрисця мати. и артемиде. проклятеи. диомисее. стегноражанию и недоношеныи породъ. и бог мужеженъ ... тем же богомъ требоу кладоуть и творять. и словеньскыи языкъ. виламъ. мокошьи. дивЕ. пероуноу. хърсоу. родоу. и рожаници...

Затем «Слово святого Григория…» ещё более стремится к развенчиванию «Рода и Рожаницы» — речь идёт о тех, которые почитают

«…проклятого же Осирида (то есть Осириса) рождение. Мать же, рождая его, впала в безумие, и потому его стали почитать как бога… А от тех обычай издревле переняли халдеи и начали требы творить двум своим богам Роду и Рожанице после рождения проклятого и скверного бога их Осирида. О том же Осириде повествует книга лживая и скверная сарацинского жреца их Мохамеда и Бохмита проклятого, что он родился через нелепый проход, чего ради его и назвали богом… Оттуда же начали эллины ставить трапезу Роду и Рожаницам, также египтяне, также римляне, также и к славянам дошло: вот и славяне начали ставить трапезу Роду и Рожаницам, прежде Перуна, бога их; а прежде того клали требы упырям и Берегиням».
Оригинальный текст (древнерусск.)...проклятого же осирида. рожение. мати бо его ражающи оказися. а того створиша богомъ… и от техъ извыкоша древле халдеи, и начаша требы творити своима богома родоу и рожаници. по того рожеию. проклятого. и сквьрнаго бога ихъ. осирида того же оирида скажеть книга лъживая и сквьрньная. срачинскаго жьрца. моамеда. и бохмита проклятаго. яко нелепымъ проходомъ проиде, рожаяся. того ради и богомъ его нарекоша… оттоуда же начаша елини. ставити трапезоу. родоу и рожаницамъ. таже егюптяне. таже римляне. даже и до словенъ доиде. се же словене начали трапезоу ставити родоу и рожаницамъ. переже перуона бога ихъ. а преже того клали требы оупиремь и берегынямъ…

Опираясь на фразу, которая в «Слове» не получила никакого развития, Рыбаков выстроил исторические периоды, социальные формации и технологические достижения, хотя уже Е. В. Аничков до этого практически бесспорно доказал, что пестрота и мозаичность текста «Слова», признанная самим Рыбаковым, объясняется множеством позднейших вставок. Однако Рыбаков делает из этих строк вывод, что упырям и берегиням поклонялись в эпоху мезолита и неолита, а Род, по его мнению, был доминирующим божеством в период перехода «от присваивающего хозяйства к производящему» — от начала неолита до почти исторического времени, когда, как считает Рыбаков, главным богом утвердился Перун.
Н. И. Зубов полагает, что автор текста говорит о вытеснении образами христианской Богородицы и Бога-Сына образов языческих «рожениц» и «родов». По мнению исследователя, вышеуказанные отрывки свидетельствуют, что род и рожаница — это широко распространённый в античном и восточном мире сюжет о божественных Матери и Сыне (например, Исида и Гор), перенесённый в древнерусскую книжность из Византии. Причём имя Сына сохранилось как имя собственное, а имя Матери — нет. Поэтому нет оснований считать Рода каким-то абстрактным божеством или одним из верховных божеств, и тем более неуместно проводить к нему параллели из монотеистических систем. У южных славян известны близкие образы Суда и судениц как персонифицированные воплощения судьбы.
Упоминали Рода и другие русские книжники. Так, например, рукописный комментарий к Евангелию XV века, «О вдуновении духа в человека», противопоставляет Рода самому христианскому Богу:

«То ти не род седя на воздусе мечет на землю груды и в том ражаются дети … Всем бо есть Творец Бог, а не род»

По Рыбакову эта цитата свидетельствует о первенстве Рода в славянском пантеоне, аналогичном безоговорочному первенству и единству монотеистического Бога иудео-христианской традиции.
В XVI веке в «Уставе преподобного Саввы» находим такой исповедальный вопрос:

«не сблудила ли с бабами богомерзкие блуды, не молилася ли вилам, или Роду и рожаницам, и Перуну, и Хорсу, и Мокоши, пила и ела?»

В 2004 году археолог и антрополог Л. С. Клейн высказал сомнения в рыбаковской трактовке цитированных выше текстов, показав возможность их прочтения, в частности — «Вопреки А. Брюкнеру (Brückner 1926: 10). Род, персонифицированный из абстрактного понятия, богом в полном смысле этого слова, видимо, так и не стал — он никогда не называется богом в источниках и отсутствует в пантеоне Владимира. Это был дух, демон, некая сверхъестественная сила не очень высокого разряда. В словаре Даля (1912, 3: столб. 1697) и у Афанасьева (1869, III: 80) „род“ толкуется как домовой, „рода“ — призрак, привидение (Тульск. губ.), „образ“ (Саратовск. губ.), по Фасмеру (1971, 3: 491), диалектное „родимец“ — чёрт».

### Трактовки
Историю появления Рода в поле зрения исследователей славянской мифологии Л. С. Клейн излагает так:

В 1846 г. И. И. Срезневский (1846: 7), разбираясь в образах славянской мифологии, выделил Рода как дух или привидение. Но после открытия в 1850 г. С. П. Шевырёвым Паисьевского сборника со «Словом Св. Григория об идолах (XII ст.)» («Слово святаго Григория изобретено в толцех о том, какое пьрвое погани суще языци кланяшеся идолом и требы им клали») представление ученых о Роде изменилось. Уже вскоре Срезневский (1851) писал о Роде как об «особенном языческом божестве сродни с Рожаницей-Артемидой и, следовательно, важном». Рожаницу он сопоставлял не только с греческими «девами жизни» — мойрами, но и с греческой Тихе, богиней судьбы (Срезневский 1846: 7; 1855). В те же годы вышли и специальные статьи о Роде — Д. О. Шеппинга (1851) и А. Н. Афанасьева (1855; также 1869, III: 319—320, 368, 386—389), в которых статус Рода был поднят ещё выше.

#### Б. А. Рыбаков
По мнению академика Б. А. Рыбакова и его последователей, Род — общеславянский бог, создатель всего живого и сущего. Однако, согласно большинству научных исследований, Род возник из образа предка и (как и рожаницы) являлся восточнославянским духом-покровителем потомков и дома рода и судьбы. В рамках своей концепции Рыбаков считал Рода богом плодородия (что не разделяется современными исследователями), а рожаниц — славянским аналогом греческих мойр.

#### Ф. С. Капица
Ф. С. Капица описывает традицию следующим образом. Со временем культ рода и рожаниц был практически полностью забыт. Бог Род преобразовался в духа — покровителя семьи, в «домового деда», а позже в охранителя новорождённых. Этот культ превратился в почитание умерших предков. Следы почитания Рода продолжали сохраняться только в быту. Одним из их проявлений можно считать совместные родовые захоронения, а также периодическое поминовение родственников на кладбище в родительские субботы и такие поминальные дни как «навий день» (Великий четверг) в Великий пост, и «Радоница» — вторник первой недели после Пасхи.
День, посвящённый роженицам и повитухам, назывался «рожаничная трапеза» и ныне известен как Собор Пресвятой Богородицы или Бабьи каши.
Образ рожаниц как покровительниц материнства, ро́дов и женщин-рожениц был вытеснен образами Богородицы и святой Параскевы Пятницы, иконами «Поможение родам» и «Блаженное чрево». Однако почитание Богородицы в этом ключе и «рожаничная трапеза» официально в христианстве запрещались, ибо сравнение Богородицы с «человекородицей» считалось ересью.
В древнерусских источниках рожаницы обычно упоминаются вместе с языческим божеством Род — покровителем единства рода. Род и рожаницы считались умершими предками патриархального рода, которых сородичи считали своими покровителями. Они носили и другие наименования — чур, щур, дед. Поскольку производящее начало всегда связывалось с женщиной, культ рода был традиционно женским. В нём принимали участие специальные жрицы, совершавшие жертвоприношение несколько раз в год. Иногда к Роду обращались и для защиты от болезней, но тогда главную роль в обряде играли рожаницы. Культ рода имел особое значение для русских князей. Ещё в XI—XII веках у восточных славян сохранялось почитание княжеского рода. Именно от его единства зависело право обладания престолом и родовой землёй. Поэтому роду и рожаницам совершались регулярные жертвоприношения. Обычно богов приглашали на ритуальное угощение, для которого готовилась специальная каша, пекли особый хлеб. Богов также угощали сыром и мёдом. Угощение расставлялось в святилищах. Считалось, что боги появляются там невидимо для человеческих глаз.

#### О. В. Кутарев
О. В. Кутарев отмечает сходство в почитании южнославянского Стопана и восточнославянских Домового и Рода — всем им приносились в жертву трапезы, все они считались распорядителями судеб своих потомков, и в почитании всех их можно без труда найти (а в случае Рода — с большой вероятностью предположить) образ умершего предка. Рожаницы же олицетворяют прародительниц и дают особое покровительство женщинам, связаны с судьбой (долей).

#### В. Я. Петрухин
По мнению В. Я. Петрухина, род и рожаницы — духи судьбы, которые в средневековой традиции были заменены Богом, Богородицей и другими женскими святыми.